# Eureka (série télévisée)
Pour les articles homonymes, voir Eurêka (homonymie).
Ne doit pas être confondu avec Eurêka (émission de télévision).
Production
Diffusion
Eureka est une série télévisée américaine en 78 épisodes de 42 minutes, créée par Andrew Cosby et Jaime Paglia, diffusée entre le 18 juillet 2006 et le 16 juillet 2012 sur Sci-Fi Channel rebaptisé Syfy.
Au Québec, la série est diffusée depuis le 27 août 2007 sur Ztélé, en France entre le 24 octobre 2007 et le 23 février 2013 sur Série Club ainsi que depuis le 8 janvier 2011 sur NT1 et en Belgique depuis le 28 mai 2009 sur La Deux.

## Synopsis
La Seconde Guerre mondiale ainsi que les bombardements sur Hiroshima et Nagasaki furent délétères pour la science et la technologie. C'est alors que, avec l'aide d'Albert Einstein, le président Harry Truman ordonna la création d'un complexe top-secret, dont le but serait de développer diverses technologies et armements.
Le projet Eureka naît alors, et a pour but de réunir les plus grandes têtes pensantes, génies scientifiques et intellectuels des États-Unis, accompagnés de leur famille, dans une petite ville créée sur mesure. Ainsi, ils pourraient y vivre paisiblement, tout en continuant leurs recherches. Cette petite ville, cachée au fin fond des États-Unis, n'est répertoriée sur aucune carte, mais certaines rumeurs la situeraient tout de même dans l'Oregon. Dans l'épisode 5 de la première saison cependant, l'adjoint Jo fait mention de l'Idaho.
C'est dans cette incroyable ville que la plupart des technologies révolutionnaires dévoilées au public ces cinquante dernières années ont été inventées et développées. Mais, forcément, un complexe aussi important qu’Eureka attire l'attention de mauvaises personnes et la convoitise. Et si quelqu'un mettait la main sur les secrets que renferme Eureka, qui sait ce qu'il pourrait bien se passer ?
C'est sur Jack Carter que la série se concentre. Ce dernier est divorcé et a la garde de sa fille, Zoe, une véritable délinquante. Alors qu'il la ramène chez lui, il se trompe de chemin et a un accident dans les environs de la ville d'Eureka. C'est ainsi qu'il découvre Eureka, et qu'il fait la découverte de ses habitants excentriques. Mais, au-delà de l'aspect esthétique, Eureka cache bien plus que des secrets.
Jack Carter, qui était jusqu'alors marshall des États-Unis, devient shérif d’Eureka (en travaillant notamment avec Allison Blake). Néanmoins, il ne sera pas n'importe quel shérif : il doit s'occuper de la surveillance de la plus importante communauté scientifique au monde et va devoir régler des problèmes que même des scientifiques ne sont pas capable de résoudre…

## Distribution

### Acteurs principaux
- Colin Ferguson (VF : Philippe Vincent) : le shérif Jack Carter
- Salli Richardson-Whitfield (VF : Déborah Perret) : Dr Allison Blake
- Joe Morton (VF : Constantin Pappas) : Henry Deacon
- Jordan Hinson (VF : Jessica Barrier) : Zoe Carter
- Ed Quinn (VF : Thierry Ragueneau) : Nathan Stark (saisons 1 et 2 puis invité)
- Erica Cerra (VF : Hélène Bizot) : adjoint Josephine « Jo » Lupo
- Neil Grayston (VF : Taric Mehani) : Dr Douglas Fargo
- Debrah Farentino (VF : Martine Irzenski) : Beverly Barlowe (saisons 1 et 2, invitée saisons 4 et 5)
- Matt Frewer (VF : Jean-Luc Kayser) : Jim Taggart (saisons 1 et 2 puis invité)
- Niall Matter (VF : Cédric Dumond) : Zane Donovan (invité saison 2 puis principal)
- James Callis (VF : Guy Chapellier) : Dr Trevor Grant / Trent Rockwell (principal saison 4, invité saison 5)

### Acteurs secondaires
- Chris Gauthier (VF : Bruno Magne) : Vincent
- Shayn Solberg (it) (VF : Pascal Nowak) : Spencer Martin (saison 1)
- Meshach Peters (VF : Jackie Berger) : Kevin (saisons 1 à 3)
- Tamlyn Tomita (VF : Isabelle Maudet) : Kim Anderson (saisons 1 à 3)
- Alan Legros (VF : Michel Vigné) : Seth Osbourne (saisons 1 à 3)
- Christopher Jacot (en) (VF : Fabrice Josso) : Larry Haberman (saisons 2 à 5)
- Barclay Hope (VF : Stefan Godin) : Général Mansfield (saisons 2 à 4)
- Adrienne Carter (VF : Agathe Cemin puis Cindy Lemineur) : Pilar (saisons 2 à 4)
- Vanya Asher (VF : Benjamin Pascal) : Lucas (saisons 2 et 3)
- Sonja Bennett (en) (VF : Chloé Berthier) : Callie Currie (saison 2)
- Olivia d'Abo : Abby Carter (saison 2)
- Ever Carradine (VF : Claire Guyot) : Lexi Carter (saison 3)
- Frances Fisher (VF : Blanche Ravalec) : Eva Thorne (saison 3)
- Jaime Ray Newman (VF : Emmanuelle Hamet-Pailly) : Dr Tess Fontana (saisons 3 et 4)
- Ty Olsson (VF : David Krüger) : shérif-adjoint Andy (2009-2010)
- Kavan Smith (VF : Patrick Borg) : shérif-adjoint Andy 2.0 (2010-2012)
- Tembi Locke (VF : Véronique Borgias) : Dr Grace Monroe (2010-2012)
- Trevor Jackson (VF : Léonard Hamet) : Kevin Blake (2011-2012)
- Elias Toufexis (VF : Sébastien Boju) : Adam Barlowe (2011-2012)
- Wil Wheaton (VF : Tanguy Goasdoué) : Dr Isaac Parrish (2010-2012)
- Felicia Day (VF : Catherine Desplaces) : Dr Holly Marten (2011-2012)
- Ming-Na (VF : Yumi Fujimori) : la sénatrice Michaela Wen (2011-2012)
- Martin Cummins (VF : Maurice Decoster) : Dekker (2011-2012)
- Jonathon Young (VF : Serge Thiriet) : Dr. Ethan Edison (2008)
- Wallace Shawn (VF : Patrice Dozier) : Dr Warren Hughes (2011-2012)
- Roger Cross (VF : Lionel Henry (acteur)) : le major William Shaw (2012)
- Neil Grayston (VF : Marie Chevalot) : S.A.R.A.H, la voix artificielle de la maison de Carter

(voix)
- Version française
  - Société de doublage : Calumet Productions[2],[3]
  - Direction artistique : Marie Chevalot (saisons 1 à 3[2]) / Emmanuelle Hamet-Pailly (saisons 4 et 5[2])
  - Adaptation des dialogues : Nadine et Jean-Pierre Pailly[réf. souhaitée]

 Source et légende : version française (VF) sur RS Doublage et Doublage Séries Database

## Production

### Développement
Le projet débute en avril 2004. Le réalisateur, Peter O'Fallon, a été nommé en février 2005, et le casting principal débute le mois suivant. Satisfaite du pilote, Sci-Fi Channel commande la série le 26 septembre 2005.
Le 4 octobre 2006, la série est renouvelée pour une deuxième saison de treize épisodes.
Le 17 août 2010, la chaîne a renouvelé la série pour une cinquième saison. Le 11 août 2011, Syfy a commandé un épisode supplémentaire afin de permettre une conclusion convenable à la série, soit une cinquième saison de treize épisodes diffusée depuis le 16 avril 2012 sur cette même chaîne.
Le 4 août 2011, la chaîne américaine avait initialement annoncé le renouvellement de la série pour une sixième saison composée dans un premier temps de six épisodes qui devait aussi marquer la fin de la série mais pas de la franchise. Puis, le 9 août 2011, Syfy Universal est revenue sur sa décision et a annoncé l'annulation de la série à la fin de la cinquième saison.

### Casting
Le casting du pilote a débuté fin mars 2005, avec entre autres Colin Ferguson, Greg Germann, Maury Chaykin et Erica Cerra, et Matt Frewer.
De nombreux acteurs viennent d'autres séries à succès ou au moins à connotation scientifique :
- Michael Shanks qui jouait le docteur Daniel Jackson (Stargate) incarne le professeur en archéologie Christopher Dactylos dans l'épisode 12 de la 2e saison.
- James Callis qui jouait le professeur Gaïus Baltar (Battlestar Galactica). Il fait d'ailleurs allusion à son rôle dans cette autre série au cours de l'épisode 8 de la saison 4 ("vous ne nous avez pas dit qui vous voyez ?" "une grande et belle blonde, en robe rouge moulante")
- Kavan Smith qui incarne l'adjoint du sherif alors qu'il était le major Lorne dans Stargate
- Barclay Hope qui incarne le général Mansfiel, était également le colonel Pendergast dans Stargate
- Dave Foley qui incarne un scientifique ayant abandonné ses travaux sur l'armement conventionnel (clin d'œil à son rôle de baba cool dans postal ?)
- Allison Scagliotti qui incarne Claudia Donovan agent et gardien de l’entrepôt 13 dans Warehouse 13 (saison 4, épisode 5) les protagonistes sont très fiers de rencontrer cet agent.

### Tournage
La série est tournée dans les locaux du Sullivan Heights Secondary à Surrey, Heritage Woods Secondary School à Port Moody gérée par les studios Vancouver Films Studios, à Vancouver et les scènes de villes sont tournées à Chilliwack et à Vancouver, en Colombie-Britannique, au Canada,.

### Fiche technique
- Titre français et original : Eureka
- Créateurs : Andrew Cosby et Jaime Paglia
- Réalisation : Mike Rohl, Michael Robison, Matthew Hastings, Eric Laneuville, Colin Ferguson, Chris Fisher
- Scénario : Jaime Paglia, Andrew Cosby, Bruce Miller, Thania St. John, Eric Wallace, Johanna Stokes, Charles Grant Craig
- Direction artistique :
- Décors : Byron King et Ken Rabehl
- Costumes : Stephanie Nolin et Gregory Mah
- Photographie : Rick Maguire
- Montage : Stephen Lovejoy, Andrew Seklir
- Musique : Bear McCreary et Mutato Muzika
- Casting : Stuart Aikins, Sean Cossey, Eric Dawson, Elizabeth Barnes, Corbin Bronson
- Production : Colin Ferguson et Robert Petrovicz ; David Greenwalt, Paulo De Oliviera, Constance M. Burge et Joan Binder Weiss (consultant) ; Curtis Kheel, Grant Rosenberg, Dan E. Fesman et Harry Victor (superviseur)
  - Coproduction : Wendy Belt Wallace, Ethan Lawrence, Stephen Welke et Robert Petrovicz
  - Production exécutive : Andrew Cosby, Jamie Paglia, Charles Grant Craig, Thania St. John et Todd Sharp
- Société de production : NBC Universal Television et Universal Cable Productions
- Société de distribution : Syfy (télévision - États-Unis), Sky One (télévision - Royaume-Uni) ; Universal Home Entertainment et Universal Studios Home Entertainment (DVD- États-Unis)
- Pays d'origine :  États-Unis
- Langue originale : anglais
- Format : couleur - 1,78:1 - son Dolby Digital
- Genre : science-fiction
- Durée : 42 minutes

 Sauf indication contraire, les informations mentionnées dans cette section peuvent être confirmées par la base de données cinématographiques IMDb,  présente dans la section « Liens externes ».

## Épisodes
La série est composée de cinq saisons composée de treize épisodes pour la première (pilote de deux heures), de treize épisodes pour la seconde, de 18 épisodes pour la troisième, de vingt épisodes pour la quatrième et d'une cinquième et dernière saison de treize épisodes.

## Accueil

### Audiences

#### Aux États-Unis
L'épisode pilote de la série a battu les records d'audience avec 4 millions de téléspectateurs sur la chaîne américaine Syfy, anciennement Sci-Fi Channel.

## Commentaires
En Grande-Bretagne, la série est diffusée sur la chaîne anglaise Sky One ainsi que sur SciFi UK sous le titre A Town Called Eureka.
Durant l'épisode 7 de la deuxième saison, un des personnages recherche informatiquement une personne. Comme cette personne n'est pas trouvée dans la ville même d'Eureka, le personnage étend la recherche à l'Oregon donnant ainsi l'état de localisation de la ville. De même, à la fin de l'épisode 18 de la troisième saison, on peut s'apercevoir que la ville d'Eureka se situe dans l'État de l'Oregon, comme on le voit sur le billet d'avion à destination de Sydney que tient Jack Carter à la fin de l'épisode. À la saison 4, dans l'épisode 1, un panneau à l'entrée de la ville indique clairement que Eureka est située en Oregon. 
Trois crossover entre Eureka et la série Warehouse 13 ont eu lieu :
- Le premier a été diffusé le 3 août 2010 sur Syfy aux États-Unis[20]. C'est au cours de l'épisode 5 de la deuxième saison de Warehouse 13 que Douglas Fargo, de Global Dynamics (la société d’Eureka), est envoyé à l'entrepôt ;
- Le deuxième a été diffusé le 6 août 2010 sur Syfy aux États-Unis[20] et le 18 janvier 2011 sur Syfy Universal en France[21]. C'est au cours de l'épisode 5 de la quatrième saison d’Eureka que Claudia Donovan de Warehouse 13 se rend à Eureka pour découvrir certaines technologies et aider sur une enquête aux conséquences mortelles ;
- Le troisième a été diffusé le 15 août 2011 sur Syfy aux États-Unis[22]. C'est au cours de l'épisode 6 de la troisième saison de Warehouse 13 que Douglas Fargo vient demander de l'aide à l'équipe de Warehouse 13[22].

À noter que l'acteur Saul Rubinek jouant le personnage d'Artie dans Warehouse 13, apparaît également dans l'épisode 6 de la première saison, sans sa barbe et ses lunettes, prenant le rôle du Dr Jacob Carlson.